# Klassischjapanische Sprache
Klassischjapanisch (japanisch 中古日本語 chūko nihongo), auch Spät-Altjapanisch genannt, war die japanische Sprache und Schrift, die während der Heian-Zeit (794–1185), unter Ausnahme der Insei-Periode, also von Beginn des 9. bis zum Ende des 11. Jahrhunderts, gesprochen und geschrieben wurde. Es war der direkte Nachfolger des Altjapanischen und der Vorgänger des Mitteljapanischen des japanischen Mittelalters.
Während das Altjapanische die chinesische Schrift verwendete, um Japanisch zu schreiben, entstanden während der klassischjapanischen Zeit zwei neue Schriften: Hiragana und Katakana. Dadurch wurde das Schreiben vereinfacht, die Literatur florierte und brachte Klassiker wie Genji Monogatari, Taketori Monogatari und Ise Monogatari hervor.
Klassischjapanisch war auch Grundlage für den klassizierenden Schriftsprachstil Bungo, der bis zur frühen Shōwa-Zeit, Anfang des 20. Jahrhunderts, als Literatursprache verwendet wurde.

## Phonetik und Phonologie

### Phoneme
Während das Altjapanische 88 Silben unterschied, gab es im Klassischen Japanischen nur noch 66:
| a  | i  | u  | e  | o  |
| ka | ki | ku | ke | ko |
| ga | gi | gu | ge | go |
| sa | si | su | se | so |
| za | zi | zu | ze | zo |
| ta | ti | tu | te | to |
| da | di | du | de | do |
| na | ni | nu | ne | no |
| ha | hi | hu | he | ho |
| ba | bi | bu | be | bo |
| ma | mi | mu | me | mo |
| ya |    | yu |    | yo |
| ra | ri | ru | re | ro |
| wa | wi |    | we |    |

### Entwicklungen
Große phonologische Veränderungen waren charakteristisch für diese Periode.
Die wichtigste war der Verlust der Jōdai Tokushu Kanazukai, die zwischen zwei Arten von -i, -e und -o unterschieden. Während die Anfänge dieses Verlustes bereits am Ende des Altjapanischen gesehen werden können, fand der vollständige Verlust am Anfang des Klassischjapanischen statt. Als letztes ging die Unterscheidung zwischen /ko1/ und /ko2/ verloren.
Während des 10. Jahrhunderts verschmolzen /e/ und /ye/ zu /e/ und während des 11. Jahrhunderts /o/ und /wo/ zu /o/.
Ein erhöhter Einfluss von chinesischen Lehnwörtern führte zu einer Anzahl von phonologischen Veränderungen:
- palatale und labiale und Konsonantengruppen wie /kw/ und /ky/,
- der uvulare Nasal [ɴ],
- die Länge wurde ein phonetisches Merkmal mit der Entwicklung von langen Vokalen und langen Konsonanten,
- die Entwicklung der uvularen nasalen und langen Konsonanten fand zur späten Heian-Zeit statt und führte geschlossene Silben (CVC) ein.[6]

### Vokale
/a/[⁠a⁠]
/i/[i]
/u/[u]
/e/[je]
/o/[wo]

### Konsonanten
/k, g/[k, g]
/s, z/Theorien für /s, z/ schließen [s, z], [ts, dz] und [ʃ, ʒ] ein. Die Aussprache könnte, wie im modernen Japanisch, vom folgenden Vokal abhängen.
/t, d/[t, d]
/n/[n]
/h//h/ wurde phonetisch als [ɸ] realisiert, im Altjapanischen vermutlich noch [p]. Eine Ausnahme bestand im 11. Jahrhundert, wo es zwischen zwei Vokalen als [w] realisiert wurde.
/m/[m]
/y/[j]
/r/[r]
/w/[w]

## Grammatik

### Verben
Klassischjapanisch erbte alle 8 Verbkonjugationen des Altjapanischen und fügte eine neue hinzu: die untere einstufige (下一段, shimo ichidan).

#### Konjugation
| Verbklasse         | Mizenkei 未然形 Irrealisform | Renyōkei 連用形 Konjunktionalform | Shūshikei 終止形 Schlussform | Rentaikei 連体形 Attributivform | Izenkei 已然形 Realisform | Meireikei 命令形 Imperativform |
| ------------------ | ---------------------------- | --------------------------------- | ---------------------------- | ------------------------------- | ------------------------- | ------------------------------ |
| vierstufige        | -a                           | -i                                | -u                           | -u                              | -e                        | -e                             |
| obere einstufige   | -                            | -                                 | -ru                          | -ru                             | -re                       | -(yo)                          |
| obere zweistufige  | -i                           | -i                                | -u                           | -uru                            | -ure                      | -i(yo)                         |
| untere einstufige  | -e                           | -e                                | -eru                         | -eru                            | -ere                      | -e(yo)                         |
| untere zweistufige | -e                           | -e                                | -u                           | -uru                            | -ure                      | -e(yo)                         |
| K-unregelmäßige    | -o                           | -i                                | -u                           | -uru                            | -ure                      | -o                             |
| S-unregelmäßige    | -e                           | -i                                | -u                           | -uru                            | -ure                      | -e(yo)                         |
| N-unregelmäßige    | -a                           | -i                                | -u                           | -uru                            | -ure                      | -e                             |
| R-unregelmäßige    | -a                           | -i                                | -i                           | -u                              | -e                        | -e                             |

#### Thematische und athematische Stämme
Verben deren Stamm mit einem Konsonant endet, werden als athematisch bezeichnet. Diese folgen einer vierstufigen, oberen zweistufigen, unteren einstufigen, unteren zweistufigen, S-, R-, K- oder N-unregelmäßigen Konjugation.
Verben deren Stamm mit einem Vokal endet, werden als thematisch bezeichnet. Diese folgen einer oberen einstufigen Konjugation.

#### Unregelmäßige Verben
Es gibt einige Verben mit unregelmäßigen Konjugationen:
- K-unregelmäßig: k- „kommen“
- S-unregelmäßig: s- „tun“
- N-unregelmäßig: sin- „sterben“, in- „gehen, sterben“
- R-unregelmäßig: ar- „sein“, wor- „sein“

Die Konjugationsklassen werden nach dem letzten Stammkonsonanten benannt.

### Adjektive
Es gab 2 Arten von Adjektiven: reguläre Adjektive und adjektivische Nomen.
Die regulären Adjektive werden nochmals in 2 Typen eingeteilt: jene, bei denen die Renyōkei auf -ku, und jene, bei denen sie auf -siku endet. Damit gibt es zwei Flexionstypen:
| Adjektivklasse | Mizenkei | Renyōkei | Shūshikei | Rentaikei | Izenkei | Meireikei |
| -------------- | -------- | -------- | --------- | --------- | ------- | --------- |
| -ku            |          | -ku      | -si       | -ki       | -kere   |           |
| -ku            | -kara    | -kari    | -si       | -karu     |         | -kare     |
| -siku          |          | -siku    | -si       | -siki     | -sikere |           |
| -siku          | -sikara  | -sikari  | -si       | -sikaru   |         | -sikare   |

Die -kar- und -sikar-Formen sind vom Verb ar- („sein“) abgeleitet. Die Renyōkei-Flexion (-ku oder -siku) bekommt ar- als Suffix. Die Flexion folgt der R-unregelmäßigen Konjugation von diesem. Da wie das Altjapanische Vokalgruppen vermieden werden geht das resultierende -ua- zu -a- über.
Die adjektivischen Nomen bekamen zur ursprünglichen nar-Konjugation eine neue mit tar-:
| Typ  | Mizenkei | Renyōkei  | Shūshikei | Rentaikei | Izenkei | Meireikei |
| ---- | -------- | --------- | --------- | --------- | ------- | --------- |
| nar- | -nara    | -nari -ni | -nari     | -naru     | -nare   | -nare     |
| tar- | -tara    | -tari -to | -tari     | -taru     | -tare   | -tare     |

Die nar- und tar-Formen teilen sich eine gemeinsame Etymologie. Die nar-Form ist eine Zusammenziehung der Fallpartikel ni und des R-unregelmäßigen Verbes ar- („sein“): ni + ar- → nar-.
Die tar-Form ist eine Zusammenziehung der Fallpartikel to und des R-unregelmäßigen Verbes ar-: to + ar- → tar-.

## Schriftsystem
Klassischjapanisch wurde in drei verschiedenen Arten geschrieben. Die erste wurde im Man’yōgana aufgezeichnet, in der chinesische Schriftzeichen als phonetische Transkription wie im frühen Altjapanisch benutzt wurden.
Diese Verwendungen führte später zu den Silbenschriften Hiragana und Katakana, die aus Vereinfachungen von chinesischen Schriftzeichen stammten.